# 女性视角色情
女性视角色情（英語：women's pornography），属于女性视角作品的一种，指由女性制作并专门针对女性市场的色情作品。此类作品旨在反对色情作品只服务于异性恋男性的视角。
1980年代，女作家苏西·布莱特指出，女性视角色情“对许多人来说是一种矛盾的存在，因为她们的观念认为色情是淫秽、见不得人的东西。”
2015年，学者兼导演英格丽德·莱伯格表示，女性视角色情的定义“不是具体的内容或风格，而是基于对主流异性恋男性的性别和性观念的批判和挑战，旨在赋予女性性权利。”
从那时起，女性观众在色情领域成为了一个日益增长的市场。